# Cléoboulè
Cléoboulè, (en grec ancien : Κλεόβουλη (Kleóboulē)), née entre 408 et 400 av. J-C, est une personnalité de l'Athènes classique. Elle est connue pour être la mère du rhéteur et homme politique Démosthène.

## Biographie
Cléoboulè naît entre 408 et 400 av. J-C. Elle est attaquée par Eschine, qui l'accuse de ne pas être une Athénienne mais une scythe ou une thrace, même si ces points ne semblent pas être nécessairement vrais,. Elle épouse Démosthène l'Ancien et les deux ont plusieurs enfants, y compris Démosthène,. Quoi qu'il en soit pour ses origines, elle reçoit une dot importante pour son mariage, ce qui montre qu'elle vient de milieux aisés.
Son époux est plus âgé qu'elle, et tombe malade ; dans son testament, il confie leurs enfants à un certain Aphobe, qui serait un de ses proches ; il doit aussi épouser Cléoboulè  en échange d'une dot de 12,000 drachmes,,. Cependant, celui-ci n'épouse pas Cléoboulè et ne s'occupe pas des enfants, il dilapide tout l'argent laissé par Démosthène l'Ancien à son fils ; 14 talents se changent supposément en un seul,.
Aphobe quitte finalement le domicile familial ; il est mis en procès par Démosthène, qui réussit à le traîner en justice et récupérer 10 talents,. Il semble que pendant ce procès, Aphobe injurie Cléoboulè, mais ce n'est pas certain. Le discours en question est nommé le Contre Aphobe. 
Elle meurt à une date inconnue. L'essentiel de la connaissance du personnage ne provient pas des discours de Démosthène, mais de ceux de certains de ses adversaires, comme Eschine, et d'anecdotes biographiques postérieures sur Démosthène, sans que leur fiabilité ne soit toujours très assurée. 